# Operadores de la clase de determinante
Un operador de clase de determinante o de clase determinante es un operador lineal definido sobre un espacio de Hilbert separable para el cual es posible definir su determinante.
En un espacio vectorial de Hilbert de dimensión finita sobre {\displaystyle \scriptstyle \mathbb {R} } o {\displaystyle \scriptstyle \mathbb {C} } cualquier operador lineal pertenece a la clase de determinante, por lo que la clase de determinante es sólo un subconjunto propio del conjunto de operadores en dimensión infinita.

## Definición
Los operadores de clase de determinante pueden definirse a partir de operadores de clase de determinante, en concreto un operador A es de clase de determinante si existe un operador de clase de traza T tal que:

{\displaystyle A=I+T,\qquad A,T:{\mathcal {H}}\to {\mathcal {H}}}

donde:
{\displaystyle T:{\mathcal {H}}\to {\mathcal {H}}} es de clase traza,
{\displaystyle I:{\mathcal {H}}\to {\mathcal {H}}} es el operador identidad,
La clase de los opedores de clase de determinante sobre un espacio de Hilbert son un subconjunto de los operadores acotados denotado frecuentemente como Bdet(H).
El determinante de un operador de clase de determinante {\displaystyle A=I+T}se define como:

{\displaystyle \det A=\det(I+T):=\prod _{n\geq 1}[1+\lambda _{n}(T)]}

para {\displaystyle \{\lambda _{n}(T)\}_{n}} los elementos del espectro de {\displaystyle T}; la condición de clase traza sobre {\displaystyle T} garantiza que el producto infinito es igual a un número finito, de hecho:

{\displaystyle \det A=\det(I+T)\leq e^{\|T\|_{1}};}

Donde {\displaystyle \scriptstyle \|\cdot \|_{1}} denota la norma específica de los operadores de clase de traza. La relación anterior también garantiza que {\displaystyle \scriptstyle \det(I+T)\neq 0} si y sólo si {\displaystyle \scriptstyle A=(I+T)} admite inversa.